# Apofàntica
L'apofàntica (del grec αποφαντικα, «dir respecte quelcom») és la secció de la lògica referida als judicis. En tal sentit es diu que una proposició atributiva és apofàntica quan en aquesta s'hi afirma o s'hi nega alguna cosa.
Durant el segle xx l'apofàntica va ser particularment estudiada per John Langshaw Austin i observada en la teoria dels actes de la parla. Segons Austin, només les expressions apofàntiques tenen valor de judicis lògics, mentre que la resta d'enunciats són retòrics.